# Michał Wojciechowicz
Michał Rafał Wojciechowicz (ur. 13 grudnia 1964 w Gdańsku) – polski przedsiębiorca i pisarz, w okresie PRL działacz opozycji antykomunistycznej związany m.in. z Ruchem Młodej Polski.

## Życiorys
Syn Piotra i Joanny (ur. 1944). W 1980 był uczestnikiem strajku w Stoczni Gdańskiej im. Lenina. W 1982 był organizatorem i przewodził nielegalnej organizacji „Ruch Oporu Młodzieży” w Gdańsku. Należał do Ruchu Młodej Polski. 29 kwietnia 1982 aresztowano go i osadzono w areszcie Komendy Wojewódzkiej Milicji Obywatelskiej, a potem w Areszcie Śledczym w Gdańsku. Zwolniono go 18 września 1982. Zajmował się przygotowywaniem i kolportażem prasy podziemnej, w tym był członkiem redakcji wydawanego przez Ruch czasopisma „Uczeń”. Działał jako łącznik między „Solidarnością Walczącą” i Liberalno-Demokratyczną Partią „Niepodległość”. Jego matka Joanna została internowana. Pod koniec lat 80. wyemigrował do Stanów Zjednoczonych. Po zmianach ustrojowych w Polsce powrócił do Gdańska.
Opublikował m.in. książki Mój czas w moich rękach, Cypel Story, Życie podziemne mężczyzny, Słodka Polsko.
W wyborach samorządowych w 2018 startował z listy Komitetu Wyborczego Wyborców Ruch Społeczny Lepszy Gdańsk, lecz nie uzyskał mandatu radnego miasta Gdańska. W grudniu tego samego roku ogłosił, że w latach 80. był wykorzystywany seksualnie przez ks. Henryka Jankowskiego i zażądał demontażu jego pomnika w Gdańsku.
W wyborach samorządowych w 2024 startował z listy Koalicyjnego Komitetu Wyborczego Lewica, lecz nie uzyskał mandatu radnego Sejmiku.

## Odznaczenia
W 2009 prezydent Lech Kaczyński odznaczył go Krzyżem Kawalerskim Orderu Odrodzenia Polski „za wybitne zasługi dla niepodległości Rzeczypospolitej Polskiej, za działalność na rzecz przemian demokratycznych, za osiągnięcia w podejmowanej z pożytkiem dla kraju pracy zawodowej i społecznej”.
W 2015 prezydent Andrzej Duda odznaczył go Krzyżem Wolności i Solidarności.

## Życie prywatne
Zawarł związek małżeński. Został ojcem trójki dzieci: Franciszka, Kaliny i Józefiny.